# Протокол описания диска
DDP (Протокол описания диска, ди-ди-пи, англ. Disc Description Protocol) — профессиональный формат обмена, используемый в индустрии мастеринга для определения содержания Оптических дисков, включая CD и DVD. Этот формат принят как основной для тиражирования мастер-дисков почти всеми компаниями. Проприетарный формат, является собственностью DCA, Inc, спецификация находится не в свободном доступе.
DDP-файл содержит разного типа информацию о диске, например, о файловой структуре, наименовании исполнителя.
Всего 4 части:
1. Аудио образы (.DAT файлы)
2. DDPID (DDP идентификаторы)
3. DDPMS (DDP дескриптор потока)
4. PQDESCR (дополнительный код дескриптора)

В содержание дополнительного текстового файла также могут быть включены названия композиций и их время (длительности).